# Skrzypieniec
Skrzypieniec – część wsi Podniebyle w Polsce, położona w województwie podkarpackim, w powiecie krośnieńskim, w gminie Jedlicze.
W latach 1975–1998Skrzypieniec administracyjnie należał do województwa krośnieńskiego.